# Habenaria mitodes
Habenaria mitodes är en orkidéart som beskrevs av Leslie Andrew Garay, Walter Kittredge och Mcvaugh. Habenaria mitodes ingår i släktet Habenaria och familjen orkidéer. Inga underarter finns listade i Catalogue of Life.